# 黑相集：灰冥界
《黑相集：灰冥界》（又译作），是一款由Supermassive Games開發並由万代南梦宫娱乐發行在Microsoft Windows、PlayStation 4、PlayStation 5、Xbox One和Xbox Series X/S平台上的交互式敘事生存恐怖遊戲，為繼《棉蘭號》和《稀望鎮》後，黑相集系列八部曲的第三部作品，於2021年10月22日公開發售。

## 遊戲玩法
與前兩作一樣，《黑相集：灰冥界》是一款交互式敘事生存恐怖遊戲，玩家控制在伊拉克戰爭期間被困在美索不達米亞地下神廟內的5名角色，他們在那裡遭到跟蹤，並在一片混亂中被甦醒的怪物獵捕。該5名角色分別為中情局人員蕾切兒·金恩（Rachel King，艾希莉·提斯代爾飾）和其丈夫，美國空軍中校埃里克·金恩（Eric King，亞歷克斯·格雷文斯坦飾）、美國海軍陸戰隊武裝偵察部隊中尉傑森·科爾切克（Jason Kolchek，保羅·茲諾飾）與中士尼克·凱伊（Nick Kay，莫伊·朱迪-拉穆爾飾）以及伊拉克陸軍中尉薩利姆·奧斯曼（Salim Othman，尼克·E·塔拉貝飾）。在整個遊戲過程中，玩家需作出不同的決策，而這些決策可能會產生長期的後果，如影響角色對彼此的看法以及敘事過程等。根據玩家的決定，所有五名角色都可生還或死亡。也因如此，《灰冥界》的故事有著多個結局。
《灰冥界》的遊戲玩法與系列前兩作有些微更動，包括遊戲鏡頭不再固定，取而代之的是可由玩家控制的全景鏡頭。玩家角色手持的部分槍械配有戰術手電筒，可用作照亮一片漆黑的區域，從而發現新的路線。遊戲還為快速反應事件引入了各種難度級別。《灰冥界》包含4種模式，除了主線劇情模式外，預購該作的玩家可獲得「管理員的剪輯版」（Curator's cut），讓玩家以另一個角色的角度體驗故事，而前兩作便有的「共享故事」（Shared Story）和「電影之夜」（Movie Night）兩個多人模式亦再次回歸。

## 開發
《黑相集：灰冥界》是黑相集系列八部曲的第三部作品。開發商Supermassive Games在聆聽玩家的意見後為作品加入了多種玩法變化，例如大修鏡頭系統及引入各種難度級別。與前作《稀望鎮》相比，遊戲的線性敘事程度有所下調，怪物們也不再是角色的幻覺，而是經過大量時間作動作捕捉的「實物」。《灰冥界》的靈感來自被眾神詛咒的美索不達米亞國王納拉姆辛的故事，遊戲總監威爾·道爾（Will Doyle）形容該作是一部以異形系列、終極戰士系列、《深入絕地》和《瘋狂山脈》為重要靈感來源「恐怖探險」遊戲，為「一群訓練有素的專家在沒有任何援兵的情況下，毫無安全性可言地遇到駭人聽聞的事情」的故事。
儘管《灰冥界》的故事設定在伊拉克戰爭期間，但道爾表示該作與戰爭和政治無關，Supermassive只是因為它具故事潛力才選擇伊拉克作遊戲的背景。開發團隊在遊戲製作期間諮詢了阿拉伯和軍事專家，以確保場景的描述真實無誤，同時他們也相信以戰爭為背景有助於為五位核心角色注入生命力，並建立緊張的關係。Supermassive在《灰冥界》開發的初期便找到艾希莉·提斯代爾擔任主角，後者認為該作可讓她脫離舒適圈，因此同意向開發團隊提供其聲音和角色形象。
《灰冥界》在《稀望鎮》的隱藏預告片中首次被公開，隨後萬代南夢宮娛樂在2021年5月27日正式公佈該作正在開發。同年10月22日，《灰冥界》在Microsoft Windows、PlayStation 4、PlayStation 5、Xbox One和Xbox Series X/S平台上發行。

## 反應
《黑相集：灰冥界》發行後收錄大致正面的評價，評論家大多認為遊戲比起其前兩作有一定程度的改善。在Metacritic上，PC版的《灰冥界》根據10條評論獲得69/100分，PS4版為8條評論的75/100分，PS5版是74/100分（8條評論），最後XSX/XSS版則根據4條評論獲得68/100分，四者皆屬「好壞參半」級別。
IGN的瑞奇·弗雷奇（Ricky Frech）給予《灰冥界》8/10分，稱它是Supermassive自《直到黎明》成名以來最好的恐怖遊戲，故事敘述方面亦比黑相集系列前兩作有很大的進步，但系列最為人詬病的角色公式化問題仍未改善，人物孤線有時讓人感到不可理解且陳腔濫調。GameSpot的理查·維克林（Richard Wakeling）同樣為《灰冥界》給出8/10分，他指出遊戲的伊拉克戰爭舞台並不僅僅是純粹的佈景版，極吸引人的角色有效地探討了雙方的衝突，緊張的QTE也昇華了其刺激的噱頭，但埃里克和蕾切兒兩夫婦的故事線就略顯陳腐，QTE之外的環節亦缺乏緊張感。Game Informer的馬庫斯·斯圖爾特（Marcus Stewart）則為《灰冥界》評出稍低的7.5/10分，他表示該作的敘事雖然不太「接地氣」，驚嚇場景也較為淺陋，但仍不失是一部緊張而有趣的怪物驚悚片。

## 續作
《灰冥界》的續作標題確定為《黑相集：心中魔》（The Dark Pictures Anthology: The Devil in Me），該遊戲將是黑相集系列第一章的最後一作，已知愛爾蘭演員傑西·伯克利將參與其中。2022年11月18日，该游戏上线PC、Xbox One、PS4、PS5、Xbox Series X和Xbox Series S平台。

## 外部連結
- 官方网站